# Chuck Sheetz
Chuck Sheetz (* 31. prosince 1960 Filadelfie) je americký režisér a producent animovaných filmů, známý především díky své práci na seriálu Simpsonovi. Byl producentem seriálu Co nového, Scooby-Doo? a režisérem televizního seriálu Přestávka. Pracoval také na seriálech Bobkův svět, Rocko's Modern Life, Tatík Hill a spol., Kritik a Fresh Beat Band of Spies a režíroval pilotní epizody Welcome to Eltingville a Dobrodružství Rockyho a Bullwinkla či díl Captain Hero's Marriage Pact seriálu Drawn Together. Sheetz vystudoval Kalifornskou univerzitu v Los Angeles. Pracuje jako režisér seriálů Duncanville a The Harper House.

## Režijní filmografie

### DílySimpsonových
8. řada
- Pokřivený svět Marge Simpsonové
- Himlhergotdoneveterkrucajselement

12. řada
- Vzhůru do Svatoparku!

13. řada
- Jsem cholerik, ale léčím se

18. řada
- Vyrůstáme ve Springfieldu

19. řada
- Speciální čarodějnický díl
- Věčný stín Simpsonovy mysli
- Jedeme na Sundance

20. řada
- Nešťastná svatba

21. řada
- Rošťárny bez konzervantů
- Curlingová romance

22. řada
- Ned-nebezpečnější úlovek

23. řada
- Fiesta s Lízou
- Tajnosti Neda a Edny

24. řada
- Krasavec děda
- Sága o Carlovi

25. řada
- Zima jeho spokojenosti

26. řada
- Na jedné lodi

### DílyDuncanville
1. řada
- Undercuva Mutha
- Sister, Wife
- Classless President